# Tour de Flandes 1940
El Tour de Flandes 1940 és la 24a edició del Tour de Flandes. La cursa es disputà el 31 de març de 1940, amb inici a Gant i final a Wetteren després d'un recorregut de 211 quilòmetres.
El vencedor final fou el belga Achiel Buysse, que s'imposà en solitari en l'arribada a Wetteren. Els també belgues Georges Christiaens i Briek Schotte arribaren segon i tercer respectivament.

## Classificació final
|    | Ciclista                    | Equip              | Temps      |
| -- | --------------------------- | ------------------ | ---------- |
| 1  | Achiel Buysse (BEL)         | Dilecta-Wolber     | 6h 02' 00" |
| 2  | Georges Christiaens (BEL)   | Helyett-Hutchinson | + 20"      |
| 3  | Briek Schotte (BEL)         | Groene Leeuw       | + 20"      |
| 4  | Albert Hendrickx (BEL)      | Labor              | + 1' 15"   |
| 5  | Jan Staeren (BEL)           | Labor              | + 4' 15"   |
| 6  | Armand Gilles (BEL)         | Alcyon-Dunlop      | + 4' 30"   |
| 7  | Albert Dubuisson (BEL)      | Helyett-Hutchinson | + 4' 35"   |
| 8  | Petrus van Teemsche (BEL)   |                    | + 4' 35"   |
| 9  | Albert van Wesemael (BEL)   |                    | + 4' 35"   |
| 10 | Cyriel van Overberghe (BEL) | Pelissier          | + 4' 35"   |